# Elaphria phlegyas
Elaphria phlegyas là một loài bướm đêm trong họ Noctuidae.